# Snow (jeu vidéo, 2003)
Pour les articles homonymes, voir Snow.
Snow (スノー, Sunō) est un eroge japonais développé par le Studio Mebius (ja) pour les ordinateurs Windows sorti le 31 janvier 2003. Il a ensuite été adapté et expurgé de son contenu sexuel pour les supports Dreamcast, PlayStation 2 et PlayStation Portable. Le jeu présente la vie de Kanata Izumo, qui revisite un village afin d'aider ses parents à gérer un hôtel possédant une source chaude. Le gameplay de snow est non-linéaire et offre des scénarios prédéterminés, qui se concentrent sur l’intérêt que portent les personnages principaux féminins au personnage joueur. Le jeu a été couronné de succès à la fois en termes de ventes et de popularité, il est classé comme le jeu PC le plus vendu au Japon au moment de sa sortie, et figure ensuite dans le top 50 national plusieurs fois. Snow est élu vingt-sixième meilleur jeu bishōjo par les lecteurs le Dengeki G's Magazine en 2007. Un manga intitulé Snow: Pure White basé sur le jeu a été édité dans Comptiq entre les numéros de septembre et de décembre 2003. Cinq light novel et plusieurs périodiques de bande dessinée sont également publiés, de même que des dramatique radio.

## Trame

### Personnages principaux
Le joueur incarne Kanata Izumo (出雲 彼方, Izumo Kanata), qui visite Ryūjinmura en tant que travailleur à temps partiel dans un hôtel local tenu par son cousin. Pendant son séjour, il rencontre son amie d'enfance Sumino Yukizuki (雪月 澄乃, Yukizuki Sumino), une fille apaisante et douce dont le père est mort. Elle aime l'anman (une sorte de mantou) et le revendique comme « source de vie ». Kanata rencontre également une jeune fille énergique avec une personnalité de garçon manqué appelée Asahi Hiyorigawa (日和川 旭, Hiyorigawa Asashi), apparaissant soudainement devant Kanata et affirmant qu'elle va « repousser le mal » de lui.
Dans la périphérie du village, Kanata rencontre la mystérieuse Shigure Kitazato (北里 しぐれ, Kitazato Shigure) ; Shigure a une personnalité timide et est extrêmement silencieuse. Le protagoniste trouve également une petite fille appelée Ōka Wakō (若生 桜花, Wakō Ōka) qui attend ses parents autour de la jinja. Elle aime jouer avec son chat nommé Shamon (シャモン). Le médecin de Ryujinmura a une fille appelée Meiko Tachibana (橘 芽依子, Tachibana Meiko) qui est une amie proche de Sumino. Elle aime taquiner Kanata et agit bizarrement devant lui. Dans Snow: Plus Edition, un nouveau personnage appelé Fille mystérieuse (謎の少女, Nazo no Shōjo) portant de nombreux secrets fait son apparition.

### Histoire
L'histoire de Snow débute quand Kanata Izumo, le protagoniste principal, revisite un petit village appelé Ryūjinmura (龍神村) pour aider à gérer un hôtel local possédant des sources chaudes aux côtés de son cousin Tsugumi . Dans le village, il existe une légende affirmant que Ryūjinmura était protégé par une déesse dragon durant les temps anciens. Cependant elle tombe un jour amoureuse d'un humain, ce qui est strictement interdit. À la suite de cet incident, le village est depuis lors toujours couvert par la neige. Le jeu raconte ensuite la vie quotidienne de Kanata qui interagie avec les filles du village, et relie finalement l'histoire à la légende. Snow suit un scénario non linéaire possédant de multiples fins. En fonction des décisions que le joueurs prendra au fil du jeu, le scénario va suivre une direction spécifique.

## Système de jeu
Snow est un visual novel de type eroge (c'est-à-dire un jeu vidéo à caractère érotique) dans lequel le joueur passe la plupart de son temps à lire le texte apparaissant à l'écran, qui retranscrit aussi bien la narration que les dialogues des personnages. Le texte est accompagné de sprites de personnages, qui représentent à qui Kanata s'adresse, surperposé au dessus d'une image de fond. Tout au long du jeu, le joueur rencontre des infographies à certains moments de l'histoire, qui prennent la place de l'arrière-plan et des sprites de personnages.
Dans la version originale pour Windows, le joueur peut découvrir l'un des quatre scénario proposé, un pour chacun des héroïnes de l'histoire. Parfois, le joueur doit choisir parmi plusieurs options, ce qui interrompt la progression du texte jusqu'à ce qu'un choix soit effectué. Pour connaître l'intégralité de l'intrigue, le joueur doit rejouer et faire d'autres choix afin de prendre un autre chemin et ainsi obtenir une autre fin. Certains choix mènent à une fin prématurée et donne ainsi une fin alternative au scénario. Dans les versions pour adultes du jeu, il existe des scènes représentant des relations sexuelles entre Kanata et la fille choisie.

## Développement et commercialisation
Après avoir achevé Zetsubō, Studio Mebius (une filiale de VisualArt's) commence la production de Snow. Les artistes présents sur ce visual novel sont Asuka Pyon, qui a également dessiné les personnages, et Kobuichi. Le scénario est écrit par trois membres de l'équipe : Mochizuki Jet, Klein, et Jinno Masaki. I've Sound, aussi bien que T&N Music Factory, Famishin, et Fam contribuent à la composition musicale. Selon les notes d'accompagnement de la bande-son originale de Snow, les producteurs reconnaissent que la structure du jeu ressemble aux visual novels Kanon et Air. Yūichi Suzumoto, qui est connu pour son travail dans Air, Clannad et Planetarian ～chiisana hoshi no yume～, a aidé à l'écriture du scénario de Snow.
Le 31 janvier 2003, Snow est commercialisé sous forme de CD-ROM et DVD-ROM compatible avec Windows 98/ME/2000/XP,. Une version tout public pour Dreamcast est commercialisé par Interchannel le 25 septembre 2003. Plus tard le 26 février 2004, Interchannel adapte le jeu pour PlayStation 2 en version limité et régulière, ; l'adaptation pour PS2 ajoute un scénario supplémentaire pour Meiko Tachibana qui était un personnage secondaire dans les versions précédentes du jeu. Une version entièrement vocalisée pour Windows est commercialisée le 24 septembre 2004. Snow: Plus Edition pour Windows est publié le 29 septembre 2006, il comporte des parties ajoutées à partir des versions de la console et présente une nouvelle héroïne. Snow est jouable sur les téléphones mobiles utilisant la norme FOMA de NTT DoCoMo. Une version pour PlayStation Portable nommée Snow: Portable est vendue par Prototype le 16 août 2007. L'édition standard pour Windows est publiée le 25 juillet 2008, contenant deux fan disc, et le contenu de l'édition portable de Snow. Enfin, une version téléchargeable de l'édition PSP est mise à disposition sur le PlayStation Store par Prototype le 21 janvier 2010.

## Médias liés

### Livres et publications
Cinq light novels pour adultes écrit par Hangetsu Mitamura sont publiés entre juin 2003 et janvier 2004 par Paradigm Entertainment. La pochette et les illustrations internes sont dessinées par Asuka Pyon, l'artiste qui a dessiné dans le visual novel. Le premier roman, intitulé Snow: Hakanayuki (Snow ～儚雪～, Sumino), est commercialisé le 25 juin 2003. Le second roman, vendu le 25 juillet 2003, s'intitule Snow: Chīsaki Inori (Snow ～小さき祈り～, Asahi). Le troisième roman, Snow: Inishie no Yūyake (Snow ～古の夕焼け～), sort le 20 septembre 2003. Snow: Kioku no Toge (Snow ～記憶の棘～, Shigure), le quatrième ouvrage, est commercialisé le 22 novembre 2003. Le cinquième et dernier roman, intitulé Snow: Sora no Yurikago (Snow ～空の揺りかご～, Oka), est publié le 16 janvier 2004. Snow Art Works, un artbook de 192 pages, est commercialisé le 25 juillet 2003 par Paradigm. Il contient des explications sur l'histoire et les personnages ainsi que des images provenant du visual novel.

### Manga
Une adaptation du jeu sous forme de manga, intitulé titled Snow: Pure White et illustré par Yuki Azuma, est sérialisé entre septembre et décembre 2003 dans les numéros de Comptiq,. Les différents chapitres sont ensuite compilés dans un tankōbon publié par Kadokawa Shoten sous l'étiquette Kadokawa Comics Ace le 19 décembre 2003.
Ohzora Publishing édite une périodique de bande dessinée intitulée Snow Anthology Game Comics sous la marque Twin Heart Comics le 22 mars 2003. Une série d'anthologie en deux volumes, intitulée Snow Comic Anthology, est publiée par Ichijinsha sous l'étiquette DNA Media Comics entre le 25 avril et le 25 juin 2003,.

### Musique et CD audio
Le générique d'ouverture du jeu est « Snow », une chanson interprétée par Yumi Matsuzawa qui a également chanté les génériques de fin Futari no Ashiato (ふたりの足跡) et Yuki no Kanata (雪のかなた). La chanson d'introduction Sora no Yurikago (空の揺りかご) est d'Ayako Kawasumi et un album intitulé Snow Extra CD, contenant ce titre, est commercialisé le 15 août 2003 lors du Comiket 64.